# Ada Negri
Ada Negri   (Lodi, 3 de febrer de 1870 - Milà, 11 de gener de 1945) va ser una poeta italiana.
De família humil, va llicenciar-se com a professora i va treballar a l'escola de Motta Visconti, prop de Pavia. Els seus ideals socialistes són molt presents en les seves obres i li van donar una gran popularitat.
Els seus poemes troben certa influència en obres de Giosuè Carducci, Gabriele d'Annunzio o Giacomo Leopardi. Va escriure Fatalità (1892), Dal profondo (1910) o I canti dell'isola (1925). També es destacada una important prosa de caràcter autobiogràfic Stella mattutina (1921).
Se la recorda per ser la primera i única dona a ser admesa a l'Acadèmia Italiana el 1940. No obstant això, aquest èxit també va enfosquir el seu llegat, ja que els membres de la institució havien jurat lleialtat al règim feixista del país. El seu treball va ser àmpliament traduït en vida i se li van publicar poemes en diverses revistes i diaris a escala nacional i internacional.
L'actriu polonesa Pola Negri va adoptar el seu nom artístic en homenatge a ella.